# 人民大厅

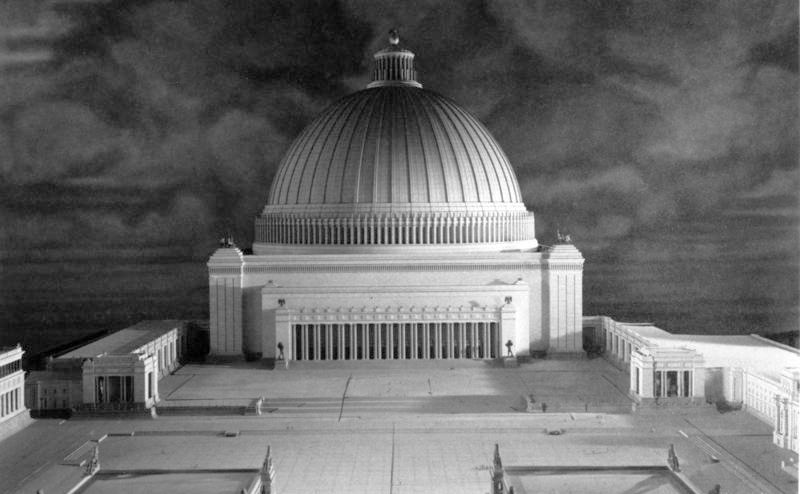
模型

人民大厅（德語：Volkshalle），又名大厅（Große Halle）或名人大厅（Ruhmeshalle），是阿道夫·希特勒和他的建筑师阿尔伯特·斯佩尔规划修建但未能实际兴建的巨型建筑。
“人民”（Volk）一词在纳粹思想中具有特殊的意义。在第一次世界大战之前，已经发展起雅利安人種或北欧人种在人种上未受污染，并且植根于德国土壤的人民思想。

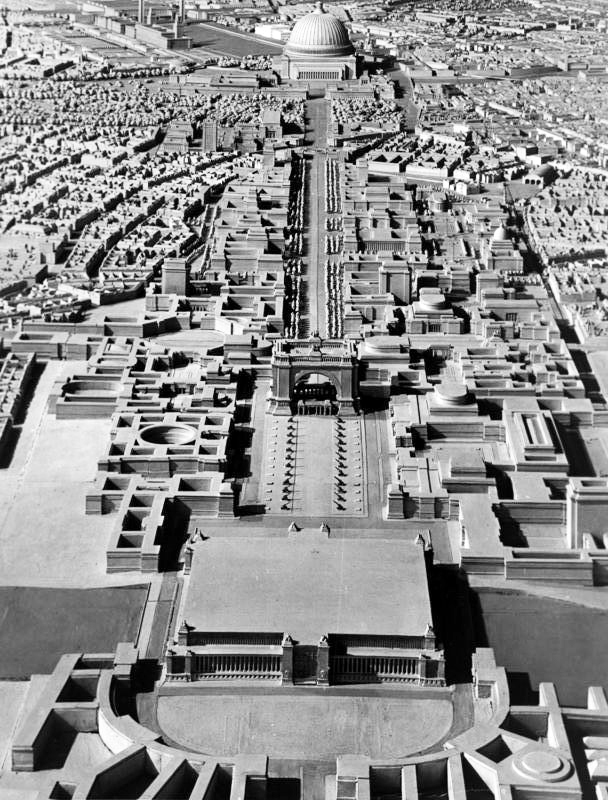
希特勒柏林规划模型的顶部为人民大厅的巨大圆顶，勃兰登堡门位于人民大厅前街道上